# 突额湖仙达蚤
突额湖仙达溞（学名：Limnosida frontosa）为仙达溞科湖仙达溞属的动物。分布于挪威、瑞典、芬兰、俄罗斯、捷克、斯洛伐克以及中国大陆的黑龙江等地，多见于较大较深的湖泊和水库的表层。